# Saint-Lambert-et-Mont-de-Jeux
Saint-Lambert-et-Mont-de-Jeux är en kommun i departementet Ardennes i regionen Grand Est (tidigare regionen Champagne-Ardenne) i nordöstra Frankrike. Kommunen ligger  i kantonen Attigny som ligger i arrondissementet Vouziers. År 2022 hade Saint-Lambert-et-Mont-de-Jeux 130 invånare.

## Befolkningsutveckling
Antalet invånare i kommunen Saint-Lambert-et-Mont-de-Jeux
Referens: INSEE

## Galleri

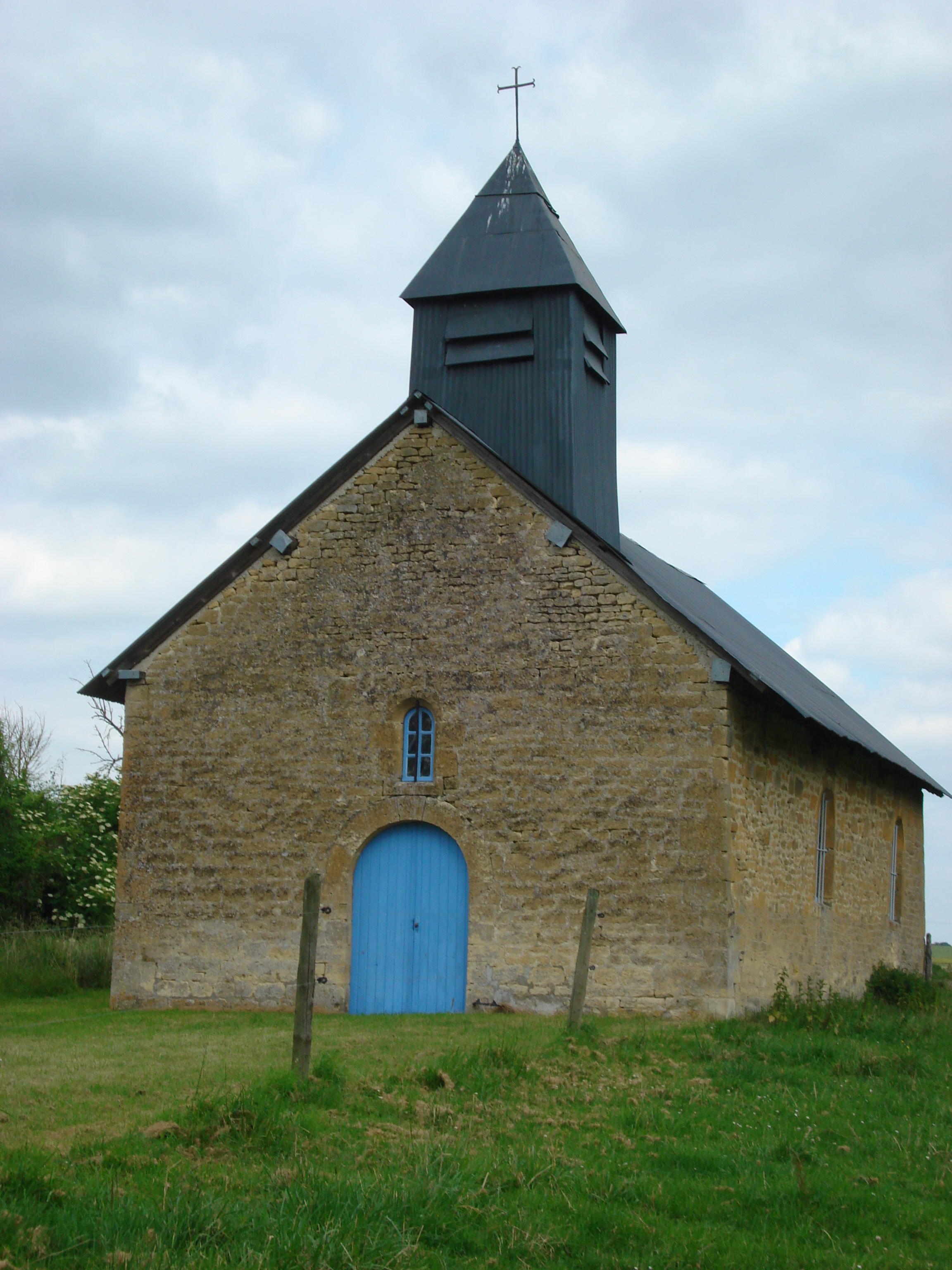
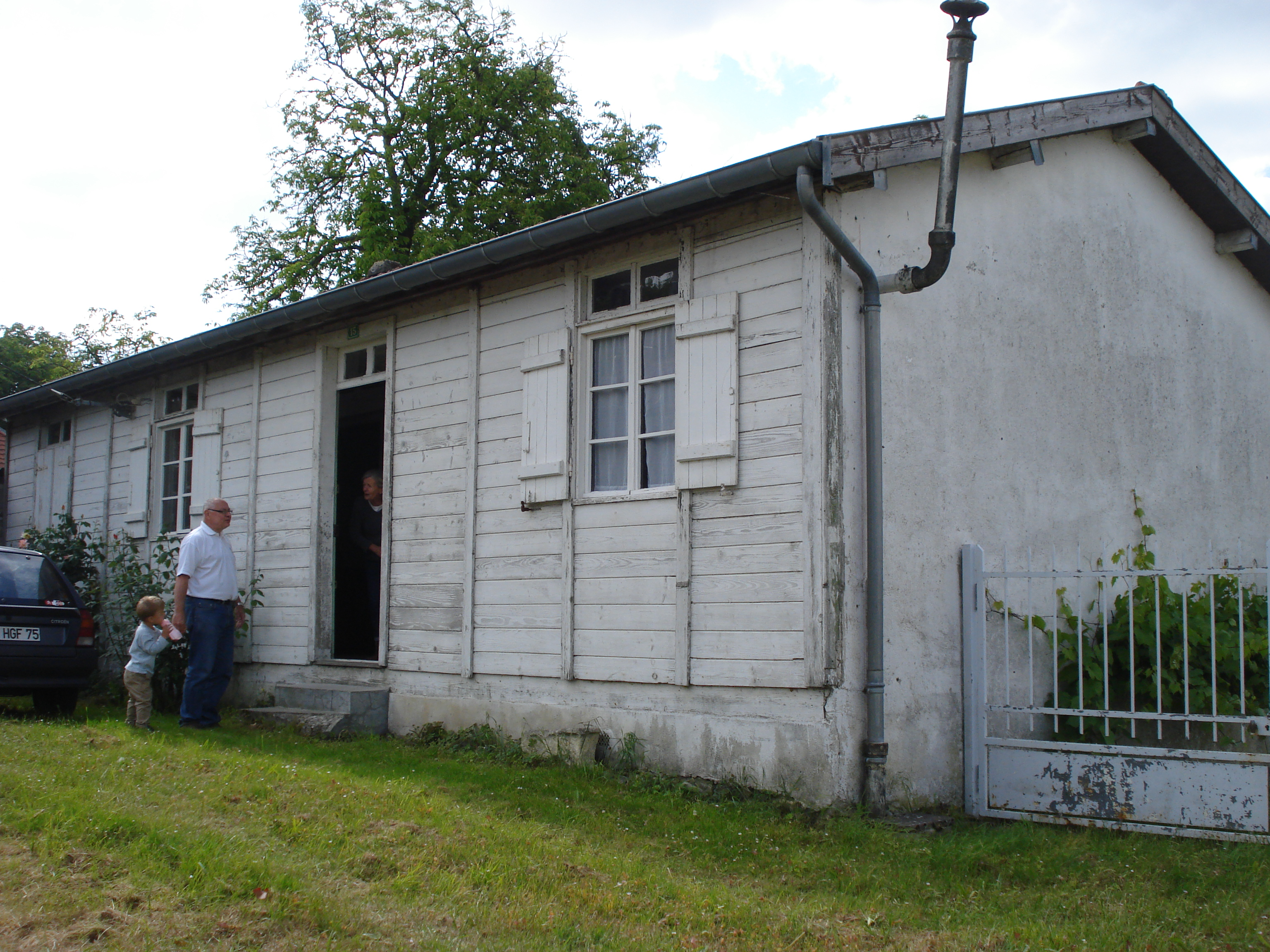
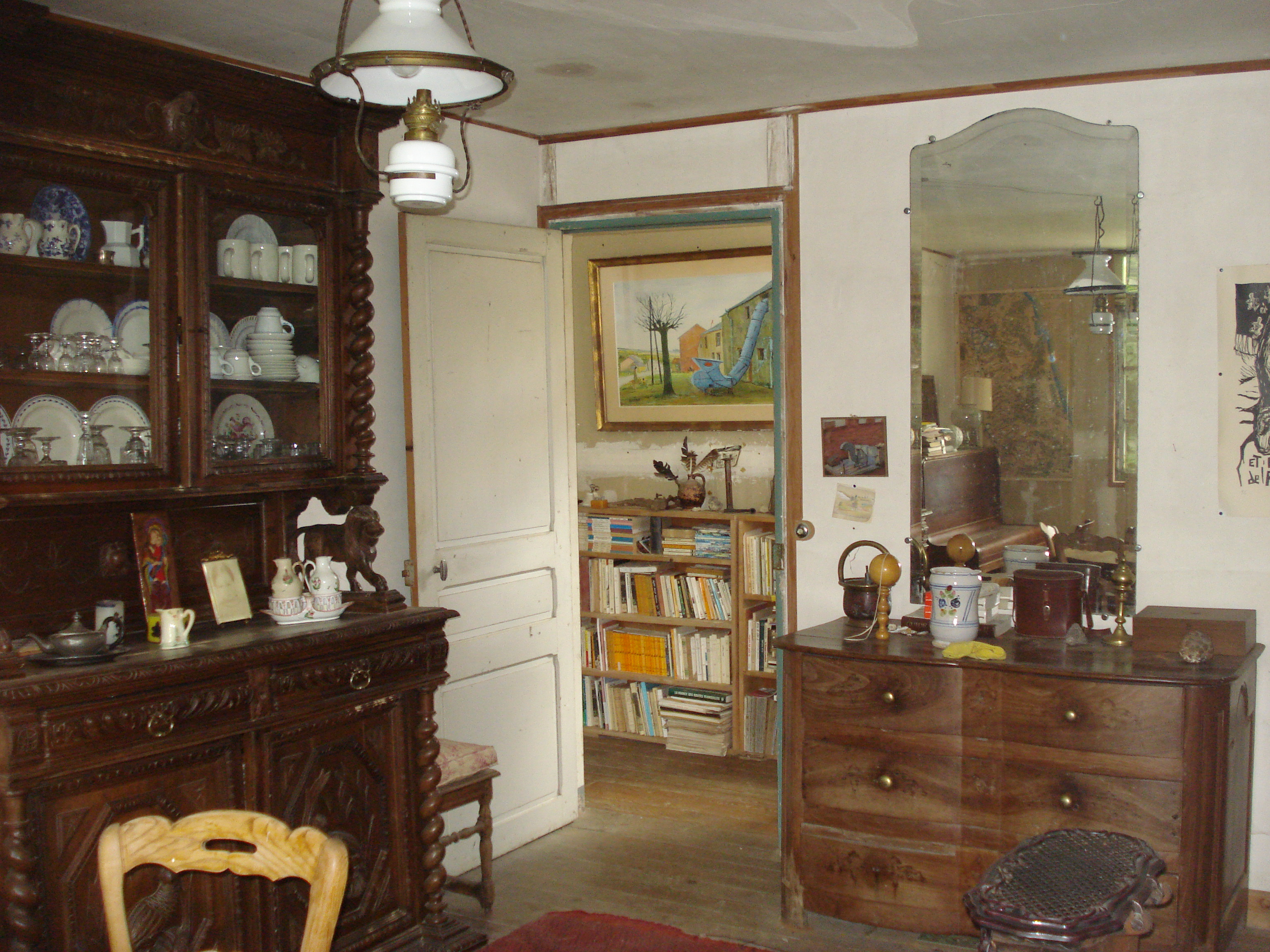
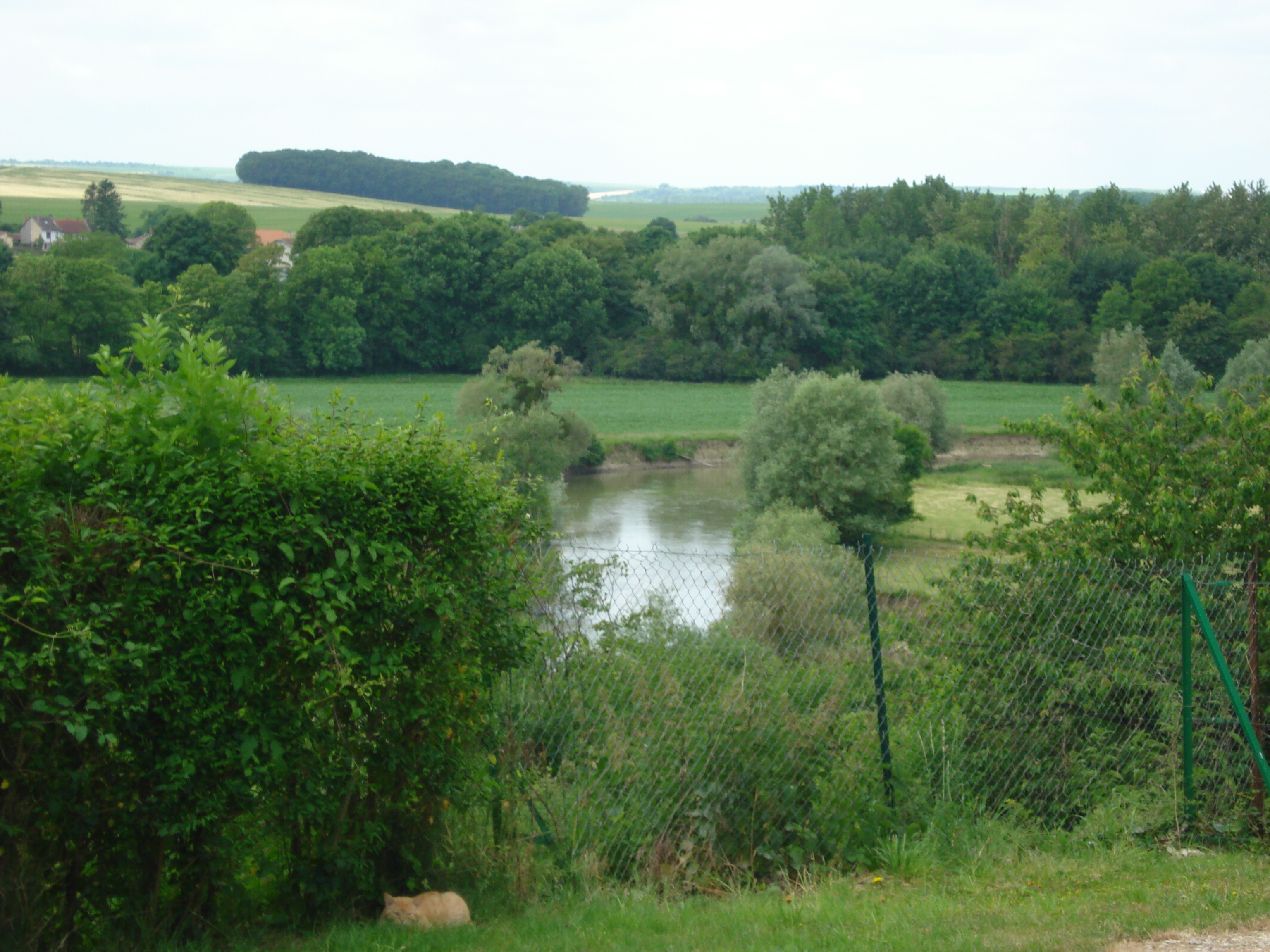